# 松柳亭鶴枝 (4代目)
四代目 松柳亭 鶴枝（しょうりゅうてい かくし、1991年6月14日 - ）は、落語協会所属の落語家。本名：海野 達哉。定紋は「三つ追い折れ松葉に折鶴」。

## 経歴
北海道札幌北高等学校出身。
2010年2月に四代目柳亭市馬に入門、同年9月11日、前座となる。前座名「市助」。
2015年5月21日、林家けい木、柳家吉緑、柳家やなぎ、林家なな子と共に二ツ目昇進、「柳亭市童」と改名。
2018年12月、第4回渋谷らくご大賞・おもしろい二つ目賞を受賞。
2025年3月21日、柳家緑太、柳家花飛、林家けい木改め林家木久彦、柳家吉緑と共に真打昇進し、「四代目松柳亭鶴枝」を襲名した。同名跡は三代目（俳優尾藤イサオの実父、歌手尾藤桃子の祖父）が1947年に死去して以降、空き名跡となっていたが78年ぶりの名跡復活となる。

## 芸歴
- 2010年
  - 2月 - 四代目柳亭市馬に入門。
  - 9月 - 前座となる、前座名「市助」。
- 2015年5月 - 二ツ目昇進、「市童」と改名。
- 2025年3月 - 真打昇進、「四代目松柳亭鶴枝」を襲名。

## 出囃子
- 北海盆唄（柳亭市童）[1]
- 吾妻八景 佃合方（四代目松柳亭鶴枝）

## 受賞歴
- 2018年：第4回渋谷らくご大賞・おもしろい二つ目賞
- 2024年8月：第35回北とぴあ若手落語家競演会 奨励賞[7][8]